# Frans Maassen
Franciscus Albertus Antonius Johannes (Frans) Maassen (født 27. januar 1965 i Haelen) er en forhenværende cykelrytter og nuværende sportsdirektør fra Holland.
Hele karrieren, 1987-1995, kørte han for Novell, det nuværende Team Visma-Lease a Bike. Fire år efter han stoppede som aktiv rytter blev han ansat som træner og sportsdirektør for samme hold.